# 리그 내셔널 두 풋볼 아마추어
리그 내셔널 두 풋볼 아마추어(Ligue Nationale du Football Amateur)는 간단히 LNFA 로도 알려졌으며 는 알제리 축구 리그 시스템에서 차상위 리그를 운영하는 스포츠 행정 기구이다. 2010년에 설립되었으며 알제리 축구 연맹의 관할하에 있다. 리그 회장은 알리 말렉이다.해당 단체는 알제리 리그 2의 감독, 조직 및 관리할 책임을 지닌다.

## 같이 보기
- 프랑스 프로축구연맹